# Himmelev
Himmelev er en bydel i Roskilde i Himmelev Sogn i Roskilde Kommune. Tidligere var den en selvstændig by. Den ligger på Østsjælland.
Himmelev er af mange mest kendt for at huse Stryhn's leverpostejfabrik, der blev bygget i 1956. Fabrikken har opkaldt en af sine leverpostejer efter byen. Derudover huser forstaden det ene af Roskilde Kommunes tre gymnasier, Himmelev Gymnasium, der flyttede dertil i 1980 fra Roskilde.
Himmelev har flere sportsklubber som håndboldklubben Himmelev Veddelev Idrætsforening og badmintonklubben Himmelev Badminton Klub.
Bydelen har cirka 8.000 indbyggere (pr. 2007).

## Historie
Himmelev var en landsby. Den nævnes første gang i 1184 som Hemeløve, i 1311 som Hæmmælef og Hemmelefh. I 1370 i Roskildebispens Jordebog som Hemmælef og Hemmelef. Forleddet antages at være et gammelt personnavn, Hēmi. Endelsen er -lev.
I 1682 bestod Himmelev landsby af ni gårde. Det samlede dyrkede areal udgjorde 673,9 tønder land skyldsat til 126,09 tønder hartkorn. Dyrkningsformen var trevangsbrug.